# Pablo Pizzurno
Pablo Antonio Pizzurno (Buenos Aires, 11 de julio de 1865-20 de marzo de 1940) fue un educador argentino, que sentó los fundamentos del sistema nacional de educación primaria.

## Carrera
Pizzurno se recibió de maestro en 1882, y comenzó a ejercer el magisterio en la prestigiosa Escuela Normal de Profesores (Escuela Mariano Acosta) (brevet N°40); dos años más tarde fue nombrado director en una escuela porteña, e integrado al año siguiente al Colegio Nacional de Buenos Aires. 

El profesor Valentín Mestroni cuenta en su libro "Los maestros que yo he tenido", la anécdota de cómo Pizzurno se hizo docente. Según Mestroni, antes de la elección de su carrera, Pissurno no tuvo vocación docente: 
"Mientras se encontraba [Pizurno] en la vieja Escuela Nacional de la calle Balcarce, vio un día que algunos compañeros del aula pasaban al piso superior del edificio y gozaban de algunas perrogativas. Preguntada la causa le contestaron que esos iban a ser maestros, e iluminado por ese aparente ascenso, dijo: "entonces yo quiero ser maestro también" y así fue maestro (¡y qué maestro!)" 
Se desempeñó en varias instituciones a la vez, creando una cátedra de pedagogía en la escuela de Subprefectos y Ayudantes, dictando conferencias y escribiendo sobre educación en varias publicaciones.
En 1887 lo nombraron director de la Escuela Superior de Buenos Aires, y en 1889 enviado por el Consejo Nacional de Educación a la Exposición Internacional de París. Aprovechó el viaje para familiarizarse con las técnicas educativas empleadas en Europa, que detalló luego en varios informes y aplicó a la creación en 1890 del Instituto Nacional de Enseñanza Primaria y Secundaria.
En 1893 fundó la revista pedagógica La Nueva Escuela, que haría vehículo de sus planes de reforma; el CNE admitió algunas, introduciendo por ejemplo la educación física como parte de la currícula ese mismo año. En 1897 se lo eligió para integrar la comisión de renovación de los programas de estudio de las escuelas porteñas, y en 1898 designado inspector de los colegios bajo administración nacional. En 1900 ocuparía el cargo de inspector general.
En 1902 presentó el informe Pizzurno a Ministerio de Instrucción Pública, detallando históricamente todos los planes y métodos de estudio aplicados en el país hasta esa fecha, y proponiendo una reforma global. Trabajaría con el ministerio los 30 años siguientes, a la vez que continuaba su labor de inspector y se abocaba a la escritura y la docencia. 
Entre 1909 y 1911 dirigió la Escuela Normal de Profesores N°2 (luego llamada "Mariano Acosta").
Fue también quien implementó en las escuelas los rituales escolares y efemérides. Lo puso en práctica por primera vez en el patio de una escuela para conmemorar la jornada del 25 de mayo

## Honores
Es común que se crea que la sede del Ministerio de Educación argentino lleva el nombre de Palacio Pizzurno en su honor, y así suele citarse en diversos sitios,  especialmente en las notas periodísticas y en el habla coloquial. Sin embargo, dicho edificio se llama Palacio Sarmiento. La callecita que está en su frenteo se llama Pasaje Pizzurno; en rigor un homenaje a los tres hermanos Pizzurno: Pablo, Juan Tomás (7 de marzo de 1869 – 9 de agosto de 1945) y Carlos Higinio (11 de enero de 1871 – 5 de septiembre de 1948), todos ellos educadores. El paseo público con el nombre de “Paseo de los Maestros” fue diseñado por el paisajista Carlos Thays, dato que explica la selecta variedad de árboles que se encuentran en el paseo, que se ve embellecido por las flores que cambian de color según las estaciones del año.
En Isidro Casanova, La Matanza, existen 3 edificios de educación Inicial, Primaria y Secundaria, llamadas Pablo Antonio Pizzurno. 
También en la localidad de Sampacho, al sur de Córdoba existe un instituto secundario que lleva su nombre.